# Johnny Weir
Pour les articles homonymes, voir Weir.
John Garvin "Johnny" Weir-Voronov,, né le 2 juillet 1984 à Coatesville (Pennsylvanie), est un patineur artistique et acteur américain. Il est triple champion des États-Unis entre 2004 et 2006 et il est médaillé de bronze aux championnats du monde 2008.

## Biographie
Ouvertement homosexuel, il a annoncé s'être marié le 31 décembre 2011 avec son compagnon américain d'origine juive russe, Victor Voronov. Ils se séparent en août 2014.

### Carrière sportive

#### Les débuts
Johnny Weir a fait des compétitions d'équitation, avant de s'intéresser au patinage artistique lorsqu'il a vu Oksana Baiul gagner la médaille d'or aux Jeux olympiques de 1994. Il a appris à faire des sauts sur des patins à roulettes dans le sous-sol de la maison familiale. Après avoir reçu des patins à glace en cadeau, Johnny s'entraînait sur un champ gelé derrière chez lui. C'est alors que ses parents l'ont inscrit à un cours. Prometteur, Johnny se concentre entièrement à partir de ce moment au patinage artistique. Bien qu'il ait commencé à patiner à l'âge de 12 ans, il a progressé rapidement dans les rangs. Il a aussi fait de la compétition en couple avec Jodi Rudden durant son passage au niveau juvénile et intermédiaire, mais il a abandonné pour se consacrer au patinage en simple.
La première victoire majeure de Johnny Weir date de 2001. À l'âge de 19 ans, il gagne les championnats du monde junior devant son compatriote Evan Lysacek. C'était la première fois depuis 1987 que les États-Unis avait un patineur en première et en deuxième places sur le podium mondial junior. Weir s'est également classé 6e aux championnats des États-Unis.

#### Niveau senior
Aux championnats des États-Unis 2003, il tape l'enceinte de la patinoire durant son programme libre. Il poursuit malgré tout son programme, mais se blesse un peu plus tard sur la réception manquée d'un triple axel. Trop blessé pour continuer, il déclare forfait. Peu de temps après cette compétition, Johnny quitte le club de l'Université de Delaware pour le Skating Club de New York, qu'il représente toujours aujourd'hui.
La saison 2003/2004 marque un tournant dans la carrière de Johnny Weir. Il se qualifie pour les championnats américains en remportant le championnat régional et le championnat de section. Lors de son programme libre aux championnats américains de 2004, il reçoit pour la première fois la note de 6.0 et remporte le titre national devant Michael Weiss et Matthew Savoie. Il se classe 5e aux championnats du monde de 2004.
Durant la saison 2004/2005, Johnny remporte ses 2 premiers Grands Prix, le Trophée Éric-Bompard et le NHK Trophy. À la Coupe de Russie, il termine 2e derrière Evgeni Plushenko. Aux championnats américains de 2005, Johnny conserve le titre national. Il participe aux championnats du monde 2004 avec une blessure au pied. Il termine 4e pour la deuxième année consécutive.
La saison olympique 2005/2006 est difficile. Lors de sa première compétition de Grand Prix de la saison, Skate Canada, il se blesse au pied au tout début du programme libre et a du mal à le terminer. Il termine 7e. Néanmoins, il se classe 3e à la Coupe de Russie. Il remporte un 3e titre national de suite aux championnats américains et, par la même occasion, il est sélectionné pour faire partie de l'équipe olympique et mondiale américaine.
Aux Jeux olympiques, Johnny débute bien la compétition en battant son score personnel sur un programme court (score qu'il a aujourd'hui dépassé) et se classe derrière Evgeni Plushenko. Toutefois, le programme libre ne se déroule pas de la même façon et il termine 5e. Aux championnats du monde, un mois plus tard, Johnny termine 7e, gêné par une blessure au dos.

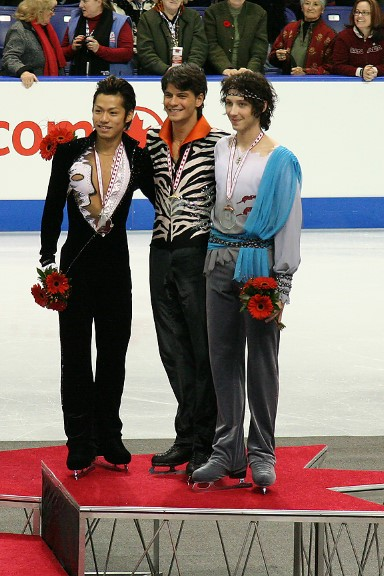
Gauche à droite Daisuke Takahashi, Stéphane Lambiel et Johnny Weir à Skate Canada 2006. Weir termina 3e.

Après avoir remporté le bronze à Skate Canada et l'argent à la Coupe de Russie, la saison 2006/2007 débute sur une bonne note. Ces deux performances lui permettent de se qualifier pour la finale du Grand Prix. Mais il doit abandonner après le programme court, à cause d'une blessure. Aux championnats américains de 2007, Weir se classe 2e après le programme court, à moins d'un point derrière Evan Lysacek. Durant son programme libre, Johnny ne parvient pas à réaliser sa combinaison de saut. Il tombe sur un triple boucle et transforme quelques triples sauts en double. Il tente un quadruple boucle piqué, mais atterrit sur les deux pieds. Weir termine 3e derrière Ryan Bradley et Evan Lysacek. Aux championnats du monde, il finit 8e.
La saison 2007/2008 débute très fort avec une victoire lors de la Coupe de Chine et de la Coupe de Russie, ce qui lui permet de se qualifier pour la finale du Grand Prix. Il connaît quelques difficultés durant la finale du Grand Prix et termine 4e. Aux championnats américains de 2008, Weir remporte le programme court devant Evan Lysacek, avec à peine un point de différence. Mais, après le programme libre, il est à égalité avec Lysacek. Comme le score total du programme libre de Lysacek était supérieur, Lysacek est déclaré vainqueur.
Aux championnats du monde 2008, Weir réalise un excellent programme court, ce qui lui permet de battre son meilleur score personnel et de se classer 2e. Pour le programme libre, il patine de façon un peu prudente, mais c'est suffisant pour lui permettre de se classer 5e pour le programme libre, 3e finalement. Weir gagne sa première médaille mondiale de niveau Senior.

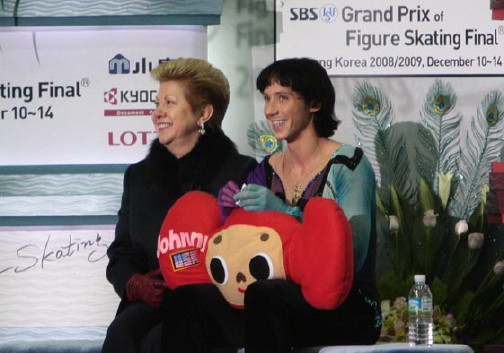
Johnny Weir avec Galina Zmievskaya à la finale du Grand Prix 2008/2009.

Weir connaît une bonne saison au Grand Prix 2008/2009, remporte une médaille d'argent à Skate America et au Trophée NHK. Il ne gagne pas sa médaille au Trophée NHK sans difficulté, car il avait un rhume sévère. Ses résultats lui permettent de se qualifier pour la finale du Grand Prix, où il remporte une médaille de bronze. Pendant les fêtes de Noël, Weir participe à un gala de charité en Corée du Sud. Durant son séjour, il attrape un sérieux virus à l'estomac qui le conduit à l'hôpital et lui fait perdre 4 kilos. Il a été incapable de reprendre le poids perdu avant les championnats des États-Unis. En outre, il n'a pas pu retourner à l'entraînement. Lors des championnats des États-Unis, il connaît des problèmes durant ses programmes court et libre qui le placent à la 5e place. C'est la première fois depuis 2003 que Johnny Weir se retrouve hors du podium. Par ailleurs, il n'est pas retenu dans l'équipe américaine pour le Quatre continents et les championnats du monde.
Pour ses programmes de la saison 2009/2010, Johnny se tourne vers David Wilson. Il participe à la Coupe de Russie, où il termine quatrième après avoir connu des ennuis de sauts dans ses programmes court et libre. Deux semaines plus tard, il participe au Trophée NHK et remporte la médaille d'argent, bien qu'il souffre d'un rhume et d'une sinusite. Il se qualifie pour la finale du Grand Prix, où il remporte la médaille de bronze.
En juillet 2010, Johnny Weir annonce qu'il ne participera à aucune compétition au cours de la saison 2010/2011 pour se concentrer sur sa technique et poursuivre d'autres intérêts. Il compte revenir pour la saison suivante 2011/2012.

### Changements d'entraîneur
Depuis ses 12 ans, soit le début de sa carrière, Weir s'est entraîné avec Priscilla Hill. Ils ont d'abord travaillé au Club de l'université de Delaware à Newark et après la saison 2002/2003, ils ont déménagé au Pond Ice Arena à Newark. Johnny a également passé une partie de l'été 2003 et 2005 à travailler avec Tatiana Tarassova au International Skating Center of Connecticut à Simsbury.
Au printemps 2007, il quitta Priscilla Hill pour travailler avec Galina Zmievskaya, qui a entraîné auparavant Oksana Baiul. Le gendre de Zmievskaya, Viktor Petrenko est l'assistant-entraîneur ; quant à la fille de Zmievskaya, Nina Petrenko, elle est la chorégraphe.

## Palmarès
| Compétition/Saison                  | 2001    | 2002    | 2003    | 2004    | 2005    | 2006    | 2007    | 2008    | 2009    | 2010    | 2011    | 2012    | 2013    |  |
| Jeux olympiques d'hiver             |         |         |         |         |         | 5e      |         |         |         | 6e      |         |         |         |  |
| Championnats du monde               |         |         |         | 5e      | 4e      | 7e      | 8e      | 3e      |         |         |         |         |         |  |
| Quatre continents                   |         | 4e      |         |         |         |         |         |         |         |         |         |         |         |  |
| Championnats des États-Unis         | 6e      | 5e      | A       | 1er     | 1er     | 1er     | 3e      | 2e      | 5e      | 3e      | F       | F       | F       |  |
| Championnats du monde juniors       | 1er     |         |         |         |         |         |         |         |         |         |         |         |         |  |
|                                     |         |         |         |         |         |         |         |         |         |         |         |         |         |  |
| Grand Prix ISU                      | 2000/01 | 2001/02 | 2002/03 | 2003/04 | 2004/05 | 2005/06 | 2006/07 | 2007/08 | 2008/09 | 2009/10 | 2010/11 | 2011/12 | 2012/13 |  |
| Finale du Grand Prix                |         |         |         |         | F       |         | A       | 4e      | 3e      | 3e      |         |         |         |  |
| Skate America                       |         |         |         |         |         |         |         |         | 2e      |         |         |         |         |  |
| Skate Canada                        |         | 7e      |         |         |         | 7e      | 3e      |         |         |         |         |         |         |  |
| Coupe de Chine                      |         |         |         |         |         |         |         | 1er     |         |         |         |         |         |  |
| Trophée de France                   |         | 4e      |         |         | 1er     |         |         |         |         |         |         |         | F       |  |
| Coupe de Russie                     |         |         | F       |         | 2e      | 3e      | 2e      | 1er     |         | 4e      |         |         | A       |  |
| Trophée NHK                         |         |         | F       |         | 1er     |         |         |         | 2e      | 2e      |         |         |         |  |
| Légende : F = Forfait ; A = Abandon |         |         |         |         |         |         |         |         |         |         |         |         |         |  |

## Filmographie

### Films
- 2016 : Zoolander 2 : Warden
- 2019 : Amphibia : le deuxième juge (court-métrage)

### Télévision
- 2018 : Les Griffin : lui-même
- 2019 : The Best Thing I Ever Ate (2 épisodes)
- 2019 : Happy! : un journaliste
- 2019 : The Masked Singer : L'Oeuf
- 2020 : Spinning Out : Gabe

## Sources
- (en) Cet article est partiellement ou en totalité issu de l’article de Wikipédia en anglais intitulé « Johnny Weir » (voir la liste des auteurs).